# Осипенко, Ярослав Алексеевич
Ярослав Алексеевич Осипенко (род. 4 октября 1928, село Назавизов, Станиславское воеводство, Польша, теперь Надворнянского района Ивано-Франковской области) — украинский советский деятель, передовик производства в нефтеперерабатывающей промышленности. Герой Социалистического Труда (1966). Член ЦК КПУ в 1966 — 1981 г.

## Биография
С 1951 г. — старший оператор Надворнянского нефтеперерабатывающего завода имени 50-летия Великой Октябрьской социалистической революции Ивано-Франковской области.
Член КПСС с 1962 года.
Потом — на пенсии в городе Надворной Ивано-Франковской области.

## Награды
- Герой Социалистического Труда (28.05.1966)
- орден Ленина (28.05.1966)
- орден Трудового Красного Знамени
- орден Октябрьской Революции
- медали

## Ссылка
- [leksika.com.ua/11780105/ure/osipenko Осипенко Ярослав Алексеевич] Архивная копия от 22 ноября 2016 на Wayback Machine